# Pontosgriechen

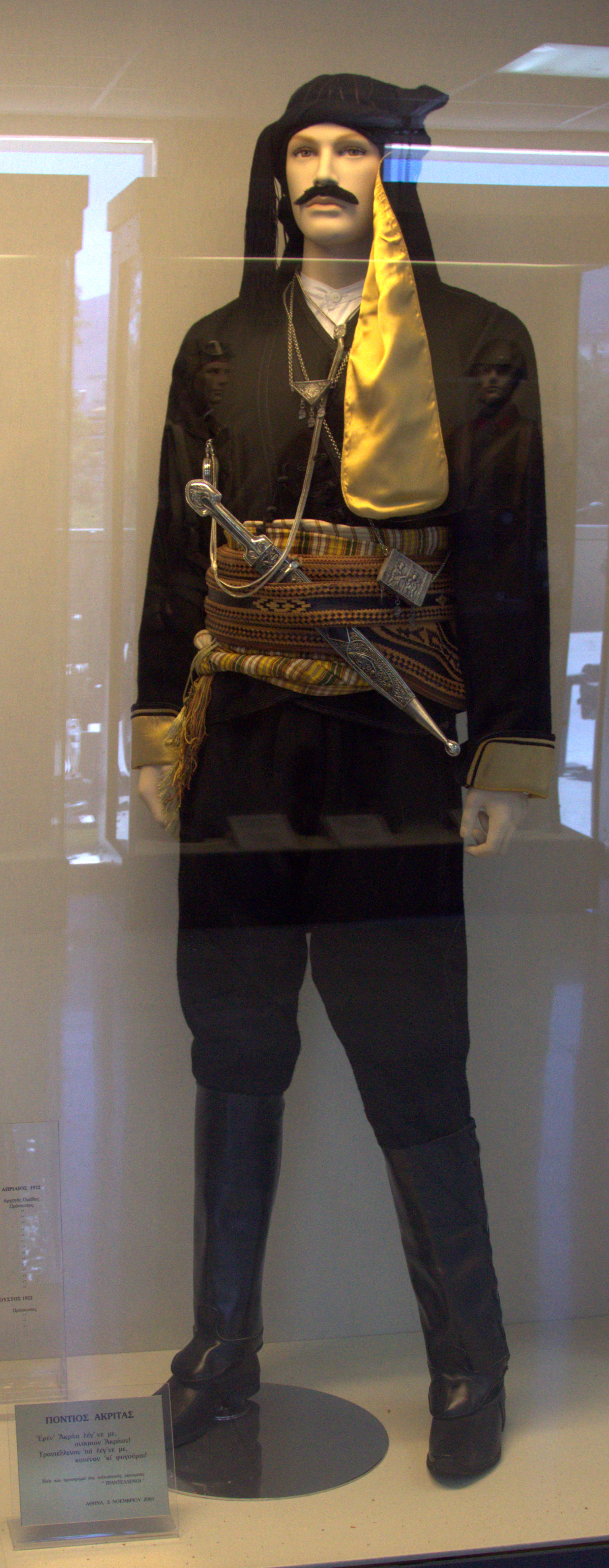
Pontosgriechische Tracht im Hellenischen Kriegsmuseum

Die Pontosgriechen (auch Pontusgriechen) oder Pontier (griechisch Πόντιοι Póndii, türkisch Pontus Rumları) sind die Nachfahren jener Griechen, die im Altertum die historische Landschaft Pontos besiedelten. Ihr Sprachraum erstreckte sich über die heutige östliche türkische Schwarzmeerküste bis hin zu angrenzenden Teilen Georgiens und verbreitete sich bei Wanderungsbewegungen über die Kaukasusregion hinaus bis nach Russland. Die christlichen Pontosgriechen lebten an der türkischen Schwarzmeerküste, wurden jedoch im Osmanischen Reich verfolgt und im Jahr 1923 in Folge des Bevölkerungsaustauschs zwischen Griechenland und der Türkei zwangsdeportiert. Die Pontosgriechen, die unter staatlichem oder kulturellem Druck muslimisch wurden, leben noch dort, sind türkische Staatsbürger und haben türkische Namen angenommen. Charakteristisch für die pontischen Griechen ist das pontische Griechisch, das viele von ihnen noch sprechen. Die Bezeichnung Pontosgriechen lässt sich von der antiken Bezeichnung des Schwarzen Meeres ableiten: Pontos Euxeinos.

## Begriffsanwendung
Der ehemalige Lehrbeauftragte an der Universität Hamburg Loukas Lymperopoulos spricht in Die Pontosgriechen in Geschichte und Gegenwart (2019) von „überlebenden Pontosgriechen der ersten Generation“. Diese „erste Generation“ bestand aus Menschen, die die Gräuel der Zeit bis 1923 selbst erlebt haben; von diesen Menschen lebt fast niemand mehr. Aussagen über Pontosgriechen im Präsens beziehen sich fast immer auf die zweite und folgende Generationen, von denen fast alle nicht mehr in der Schwarzmeerregion leben. In  dem Buch besteht die „erste Generation“ von Pontosgriechen aus Menschen, die selbst nach Deutschland eingewandert sind (also Migranten). Alle weiteren Generationen sind deren Kinder, Enkel usw. (also Menschen mit Migrationshintergrund). Über die Pontosgriechen in Hamburg schreibt Lymperopoulos: „Viele Kinder der zweiten oder dritten Generation haben sowohl die griechische als auch die deutsche Staatsangehörigkeit oder nur die letztere. Sie werden in der Statistik der Bundesbehörde nicht als Griechen geführt. Die pontosstämmigen Griechen in Hamburg sind sowohl ein Teil der Pontosgriechen in ganz Deutschland als auch ein Teil der griechischen Community in der Hansestadt. Ihre Lebensläufe sind ähnlich wie bei den anderen Griechen.“ Der Anteil der Pontosgriechen unter allen Griechen in Deutschland beträgt zwischen 30 und 35 Prozent.

## Pontische Sprache
Die Pontosgriechen sprechen meist noch ihren griechischen Dialekt, das Pontische, der sich in anderer Art und Weise als das Standardgriechische (Dimotiki, Δημοτική, siehe auch Griechische Sprache) aus dem Altgriechischen (insbesondere der Koine) entwickelt hat und sich folglich merklich davon unterscheidet.
Die Anzahl der Sprecher des Pontischen geht in Griechenland generationenweise zurück, da es an öffentlichen Schulen nicht gelehrt wird und bestenfalls nur mündlich weitergegeben wird. Am ehesten erhalten wird die Sprache noch in einigen Teilen Nordgriechenlands, was damit zusammenhängt, dass in Städten wie Thessaloniki oder Kilkis, aber auch in der nordgriechischen Provinz die meisten Pontier angesiedelt wurden. Außerdem wird er noch von in der Türkei gebliebenen muslimischen Griechen gesprochen, die zum größten Teil in den Dörfern um Çaykara in der Provinz Trabzon leben. Die Sprecheranzahl geht auch dort zurück.

## Geschichte

### Antike

#### Vorchristliche Zeit

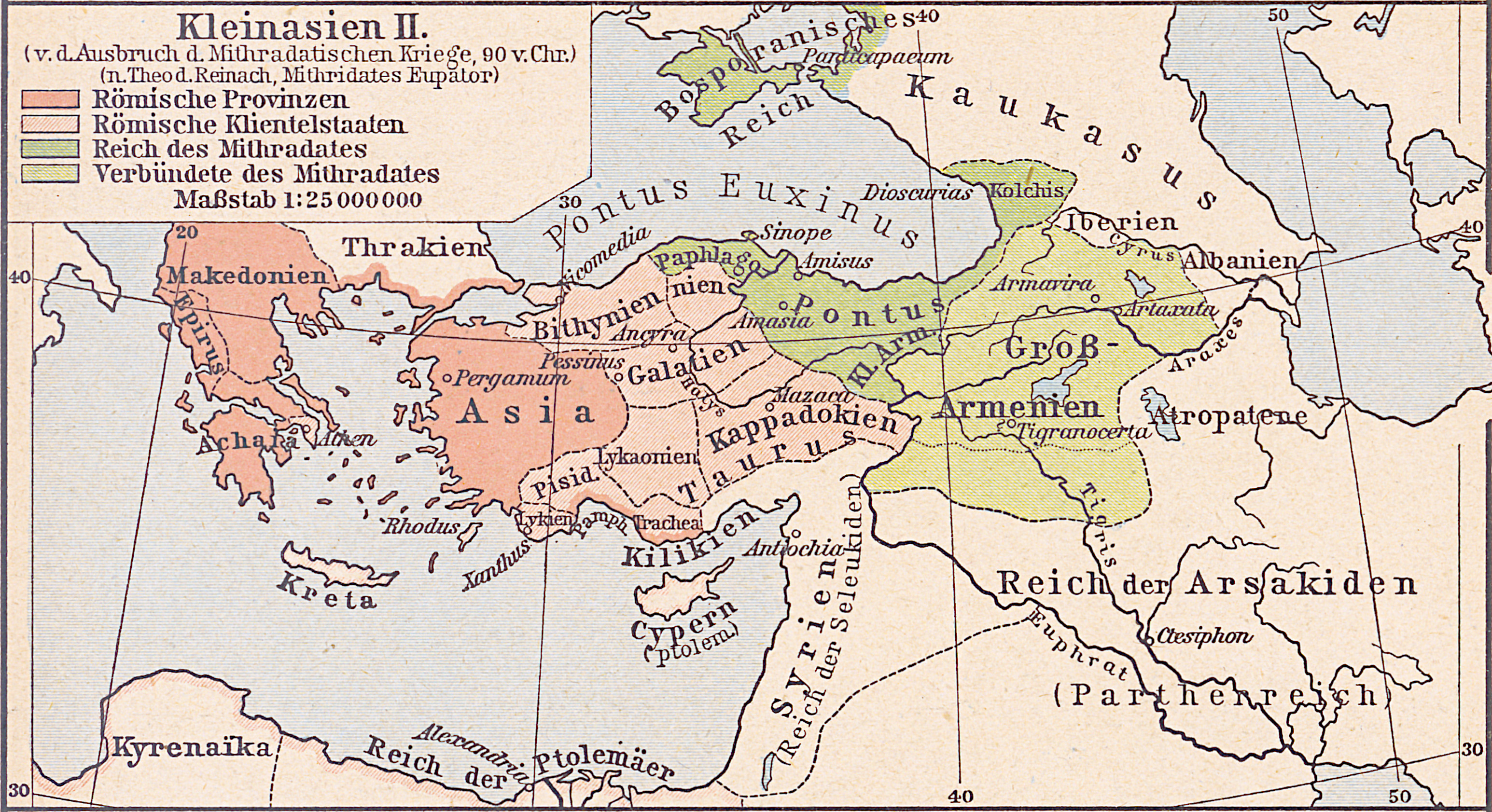
Das Königreich Pontos erlangte seine größte Ausdehnung unter Mithridates VI.

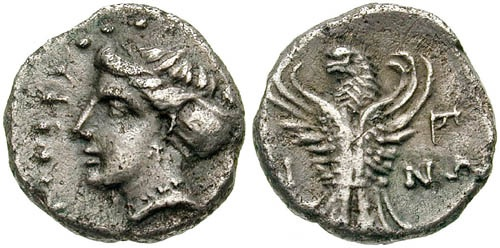
Pontische Münze aus Sinope mit der Abbildung des Pontischen Adlers, dem heutigen Symbol der Pontosgriechen (4. Jhd. v. Chr.).

Die griechische Präsenz am Schwarzen Meer geht zurück bis in die Zeit der Antike. Die Forschung belegt die ersten Aktivitäten freier Händler und Abenteurer in der Zeit um 1000 v. Chr. Sie waren dort hauptsächlich auf der Suche nach Gold und Erzen.
Die überlieferte Argonautensage über die Reise Iasons und der 50 Helden nach Kolchis, die Reise des Herakles auf dem Schwarzen Meer, die in der Odyssee beschriebenen Abenteuer des Odysseus im Lande der Kimmerier, die Bestrafung des Prometheus durch Zeus am Kaukasus und andere griechische Mythen mit Bezug auf diese Region belegen die Existenz antiker Handelsrouten.
Im 8. Jahrhundert v. Chr. begannen sich griechische Handelsposten an der pontischen Küste zu permanenten Siedlungen zu entwickeln. Die Stadt Milet gründete mit Sinope die erste griechische Kolonie am Schwarzen Meer. Auf Grund seines Hafens und des guten Zugangs zum Hinterland entwickelte Sinope sich rasch zu einem bedeutenden Handelszentrum. In der Folge wurden entlang der pontischen Südküste nach ähnlichem Muster zahlreiche Städte gegründet, die sich im Laufe der Jahrhunderte zu bevölkerungsreichen Zentren für Seehandel und Kultur entwickelten. So brachte der Pontos Persönlichkeiten wie Herakleides Pontikos oder Diogenes von Sinope hervor.
Archäologische Funde und zahlreiche schriftliche Quellen der Antike und Postantike dokumentieren die wirtschaftliche Aktivität der pontischen Städte, ihr Verhältnis zu den Mutterstädten (Metropolen) und ihre Beziehungen untereinander wie zu den indigenen Völkern.
Die politische und kulturelle Dominanz der griechischen Städte am Pontos wird vor allem durch die Betrachtung der weiteren Entwicklung der indigenen Völker der Region offenbar, die im Laufe der Jahrhunderte zu großen Teilen griechische Kultur und griechisches Denken annahmen. In seiner Anabasis beschreibt Xenophon seine Erlebnisse im „Zug der Zehntausend“ – dem strapazen- und verlustreichen Rückzug griechischer Söldner nach der Schlacht bei Kunaxa – durch das ganze Perserreich hindurch bis zum Erreichen der griechischen Städte des Schwarzen Meeres, wie beispielsweise Herakleia Pontike, „Ἡράκλειαν πόλιν Ἑλληνίδα Μεγαρέων ἄποικον“, einer griechischen Stadt von Kolonisten aus Megara. Xenophon liefert hierin ausführliche Berichte über Land und Leute, Sitten und Gebräuche.
In der Zeit Alexanders des Großen und seiner Nachfolger war die wirtschaftliche Macht der griechischen Städte auf ihrem Höhepunkt. Die Auswirkung der hellenistischen Kultur auf die eingeborenen Völker war enorm und hatte sie grundlegend in ihrer sozialen und kulturellen Entwicklung beeinflusst. Im 1. Jahrhundert v. Chr. erhob der pontische König Mithridates Eupator die griechische Sprache zur offiziellen Amtssprache seines Reiches und somit zur offiziellen allgemeinen Verkehrssprache der zahlreichen – und dadurch vielsprachigen – indigenen Völker Kleinasiens, was deren Hellenisierung spätestens jetzt nach sich zog. (Siehe auch: Pontos (Königreich))

#### Christianisierung
Die Apostel Andreas und Petrus brachten das Christentum bereits sehr früh in die Region des Pontos. Dabei war der Status des Griechischen als allgemeine Verkehrssprache der Region bei der Christianisierung vor allem auch der hellenisierten indigenen Gemeinschaften eine willkommene Hilfestellung – sowohl anfangs für die Apostel als auch später für die Kirchenväter. Auf der anderen Seite führte die Christianisierung der hellenisierten indigenen Bevölkerung zur endgültigen Annahme der griechischen Identität und Kultur. So verschmolzen sie mit den Griechen zu einer einheitlichen Kultur, die auf der gemeinsamen Basis des Christentums gründete.

### Mittelalter
Die Eroberung Konstantinopels durch die Franken, wie die römisch-katholischen Westeuropäer in Erinnerung an das Fränkische Reich im Osten genannt wurden, im Vierten Kreuzzug führte zur Errichtung des Lateinischen Kaiserreiches, das sich feudal in kleine fränkische Staaten zergliederte. In den Gebieten des Byzantinischen Reiches, die die Eroberer nicht besetzen konnten, entstanden auch kleinere griechische Staaten, deren Herrscher alsbald den Kaisertitel für sich beanspruchten. So kam es, dass Alexios Komnenos aus der Dynastie der Komnenen gemeinsam mit seinem Bruder David (beide waren vor der Eroberung der Hauptstadt geflohen) das Kaiserreich Trapezunt gründete. Dadurch wurde das bis dahin eher unbedeutende Trapezunt (das heutige Trabzon) Hauptstadt eines Staates, der durch geschickte Diplomatie und durch Anlehnung an regionale Mächte, wie Georgien oder das Mongolische Reich und seine Nachfolgestaaten, seine Unabhängigkeit bis zum Ausgang des Mittelalters behaupten konnte und durch Fernhandelsverbindungen zu Reichtum gelangte.
Die Eroberung Konstantinopels durch die Osmanen im Jahr 1453 und der Fall von Trapezunt acht Jahre später (1461) bildete für die pontischen Griechen eine Zäsur in ihrer Geschichte. Viele – insbesondere wohlhabende Einwohner der reichen Küstenstädte und der Dörfer – flohen in die umliegenden Gebirgsregionen des Pontus, in dem Versuch, fernab der Aufmerksamkeit der neuen Herrscher in neu gegründeten und freien griechischen Dörfern und Städten zu leben. Ein großer Teil wanderte in das Russische Reich bzw. in dessen südliche Küstengebiete nach Georgien, Armenien und in Folge ethnischer Deportationen unter Stalin auch nach Kasachstan (siehe auch: Griechen in Kasachstan) aus, wo sie neue griechische Gemeinden gründeten. So entstanden kulturelle Zentren, die auch in den Folgejahrzehnten vom nunmehr osmanischen Pontus geflohene Griechen aufnahmen.
Zu den bedeutenden pontischen Griechen des Mittelalters zählt der Humanist und Kardinal Bessarion.

### Neuzeit

#### Im Osmanischen Reich

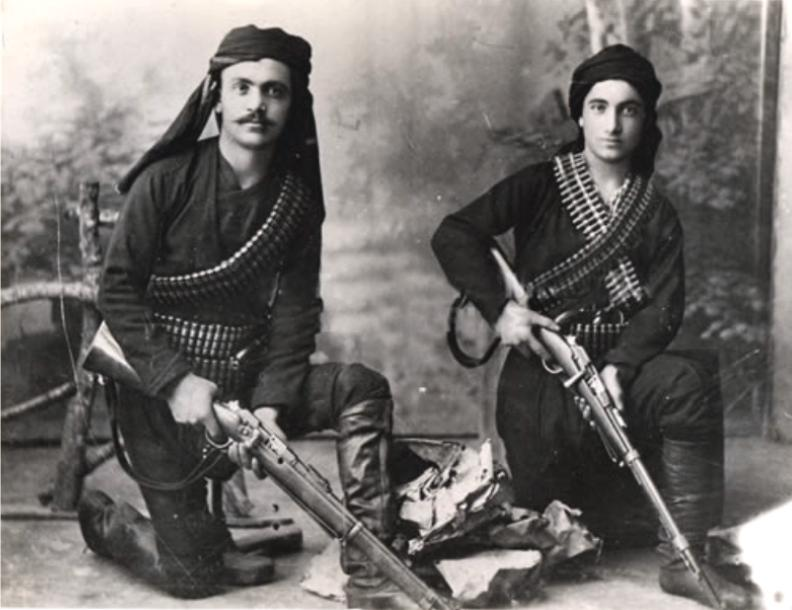
Pontosgriechische Soldaten

Ab dem 18. Jahrhundert wanderten weite Teile der Population insbesondere nach Russland und die Kaukasusregion ab. Umgekehrt ließen sich muslimische Tataren und Tscherkessen, deren Heimatgebiete unter russische Herrschaft geraten waren, im Osmanischen Reich nieder.
In seinem 1845 herausgegebenen Werk Fragmente aus dem Orient erwähnt Jakob Philipp Fallmerayer christliche Pontosgriechen, denen er auf seinen Reisen im Osmanischen Reich begegnet war. Sie seien griechischsprachig und dienten der Schutzpatronin ihres Tales, der Panagia Sumela. Fallmerayer bezeichnet sie als „byzantinische Griechen“ und ihr Griechisch als „Matschuka-Griechisch“ (nach dem Ort Maçka, griech. Ματσούκα).
Nach dem Aufstand der Griechen im Jahr 1821 gegen das Osmanische Reich aber insbesondere nach Anerkennung der Unabhängigkeit von Griechenland nach der Londoner Konferenz von 1832, hatte sich die Stimmung gegenüber der griechischen Bevölkerung im Osmanischen Reich weitgehend verschlechtert. Nationalistische Gedanken fanden immer mehr Anhänger auch unter der türkischen Bevölkerung im Vielvölkerstaat der Osmanen. Ein Miteinander wurde mit der Zeit und dem Zerfall des Reiches immer schwieriger.

#### Vorwurf des Völkermords
Als Folge des Aufstiegs der Jungtürken im 20. Jahrhundert wurden viele der ursprünglich mehr als 600.000 Pontier – wie auch Armenier und Aramäer – Opfer von Deportationen. Seit den 1980er-Jahren nimmt die Diskussion zu, ob es sich dabei auch um einen Völkermord handelte. Die Befürworter der These beziffern die Zahl der Opfer mit 353.000 Pontosgriechen. Hierzu veröffentlichte der Historiker Konstantinos Fotiadis 2004 eine vom griechischen Parlament beauftragte umfassende Untersuchung. Der britische Historiker Christopher Walker sprach 1980 von einer grausamen Verfolgung der Pontosgriechen der Provinz Trabzon in den Jahren 1922–1924, die ihre Gemeinschaft nahezu vernichtet habe. Die deutsche Soziologin Tessa Hofmann sprach 2006 offen von Völkermord und führt dabei die im griechischen Sprachraum für die Geschehnisse jener Zeit üblichen Begriffe Sphagi (Massaker) und Xerisomos (Entwurzelung) an. Diese Begriffe, so Hofmann, beschreiben fünf von sechs der in der späteren UN-Genozidkonvention aufgezählten Straftatbestände von Völkermord, wie beispielsweise die gewaltsame Überführung von Kindern der Gruppe in eine andere Gruppe, sowie die vorsätzliche Auferlegung von Lebensbedingungen, die auf die völlige oder teilweise physische Zerstörung der Gruppe abzielen. Der Historiker Boris Barth bestritt 2006 die Völkermord-These mit dem Argument, den Pontosgriechen habe – anders als den Armeniern – die Fluchtoption in den griechischen Staat offengestanden. Allerdings legalisierte der Vertrag von Lausanne, unterschrieben Mitte 1923, die bereits vollzogene Vertreibung von Griechen bzw. Türken nur nachträglich. Der im Vertrag geregelte Bevölkerungsaustausch zwischen Griechenland und der Türkei bedeutete für die pontischen Griechen nun auch de jure die Vertreibung aus der Heimat. Rund 300.000 christliche Pontier wurden nach Griechenland umgesiedelt; nur einige wenige Tausende muslimische Pontosgriechen durften verbleiben. Insgesamt mussten auf beiden Seiten – völkerrechtlich sanktioniert – fast zwei Millionen Menschen ihre Heimat verlassen, davon etwa 1,25 Millionen Griechen und 356.000 Türken.

#### Ansiedlung in Griechenland nach 1923
Die Ansiedlung der pontischen Flüchtlinge in Griechenland war mit enormen Problemen verbunden. Das Land, das bis dahin eine Bevölkerung von nur etwa 5,5 Millionen hatte, sah sich nun einem Flüchtlingsstrom von insgesamt etwa 1,5 Millionen Menschen gegenübergestellt. Das bedeutete einen abrupten Zuwachs von über 25 % der bisherigen Bevölkerung. Die Flüchtlinge wurden nach ihrer Ankunft zunächst in Lagern untergebracht, meist in Randgebieten von Städten, vor allem der beiden großen Städte Athen und Thessaloniki, deren beider damalige Bevölkerungszahl von unter 200.000 Einwohnern sich nun in kürzester Zeit verdoppelte. Die hygienischen Missstände in den Flüchtlingslagern und der erste Wintereinbruch sorgten dafür, dass sich Epidemien wie Pocken und Typhus sehr schnell verbreiteten. Die Lage der Flüchtlinge nahm derart tragische Dimensionen an, dass der Völkerbund Fridtjof Nansen beauftragte, geeignete Mittel für ihre Unterstützung zu ermitteln. Dieser schlug eine entsprechende Kontrollkommission unter der Führung des Völkerbundes vor, welche den Bevölkerungsaustausch überwachen sollte. Die USA lehnten den Vorschlag ab, da sie die Führungsrolle des Völkerbunds in diesem Unternehmen nicht akzeptierten. Schließlich richtete eine Gruppe von US-Feministinnen eine Quarantänestation auf Makronissos ein, einer Insel vor der attischen Küste, wo pontische Flüchtlinge nun behandelt werden konnten. Der Völkerbund unterstützte das Unternehmen finanziell mit einem Darlehen. Die provisorischen Zeltlager am Rande der großen Städte wandelten sich innerhalb weniger Jahre zu Siedlungen, deren Namen auch heute noch daran erinnern, dass sie von Flüchtlingen aus dem Osten gegründet wurden.
Auf dem Land wurden die Pontosgriechen hauptsächlich auf ehemals türkischem Besitz in der nun griechischen Provinz Makedonien angesiedelt. Da allerdings die Zahl der aus Griechenland vertriebenen Türken kaum 500.000 überstieg, war das frei gewordene Ackerland absolut unzureichend für den Millionenstrom griechischer Flüchtlinge, was den Neusiedlern die Gründung einer neuen Existenzgrundlage sehr erschwerte.
Zusätzlich belastet wurde ihre ohnehin schon schwierige Lage durch eine Welle des Rassismus von Seiten der einheimischen Bevölkerung. Diese schlug den pontischen Flüchtlingen mitunter am heftigsten entgegen. Grund dafür ist die bis dahin auf dem Balkan größtenteils unbekannte pontische Variante des Griechischen mit ihrer eigenen Phonologie, wie auch die fremd anmutenden pontischen Gebräuche insgesamt, die in über zwei Jahrtausenden am fernen Schwarzen Meer gewachsen waren und zum Teil auch von der türkisch-osmanischen Kultur beeinflusst worden sind. So wurden die pontischen Flüchtlinge insbesondere von der mehrheitlich ungebildeten Landbevölkerung als unwillkommene Türken empfunden, an die der Staat eigentlich ihnen selbst zustehendes Ackerland vergab.
Viele der Flüchtlinge brachten ihre beruflichen Qualifikationen mit, beispielsweise in der Textil- und Tabakverarbeitung. Für die griechische Wirtschaft wurden sie zu einer quasi unerschöpflichen Quelle preiswerter Arbeitskraft und als solche auch ausgiebig genutzt. Wie die anderen Flüchtlinge aus dem Osten trugen auch die Pontier somit ihren Teil zur Industrialisierung des Landes bei.

#### In der Sowjetunion
Im 18. und 19. Jahrhundert setzte eine signifikante pontische Wanderbewegung aus dem Osmanischen Reich insbesondere nach Russland und der Kaukasusregion ein. In der Folge bildete sich dort gewissermaßen eine zweite pontische Kultur, die selbständig neben jener an der türkischen Schwarzmeerküste existierte und sich entwickelte. Die griechischen Dialekte dieser Gebiete gelten heute als die vitalste Form des Pontischen. Im Jahr 1989 lebten in Russland 40.000 Sprecher, darunter jeweils 15.000 in der Region Krasnodar und bei Stawropol.
Seit dem Fall des Eisernen Vorhangs jedoch sind große Migrationsbewegungen der auf dem Gebiet der ehemaligen Sowjetunion lebenden Pontosgriechen zu verzeichnen. Sie verließen zunehmend diese Gebiete und wandern meist nach Griechenland oder in andere Länder aus. Beispielsweise lebten 1989 noch etwa 100.000 Pontosgriechen in Georgien. Im Jahr 2002 war ihre Zahl auf etwa 15.000 zurückgegangen.

## Kultur

Eine Flagge der Pontosgriechen, mit dem Pontischen Adler, einem Symbol, das sich bereits auf antiken Münzen des Königreichs Pontos aus Sinope findet und später von der Dynastie der Komnenen als Herrschern des Kaiserreichs Trapezunt verwendet wurde.

Bis heute haben die Pontosgriechen sich eine eigene, traditionelle Volkskultur mit Gesängen und Tänzen bewahrt. Die Musik ist mit derjenigen der heute noch am Schwarzen Meer ansässigen Türken und Lasen verwandt. Das beliebteste Musikinstrument der Pontosgriechen ist die pontische Lyra (auch Kemençe) – eine gestrichene Kastenhalslaute, die sich durch ihren langen geraden Korpus von der birnenförmigen kretischen Lyra unterscheidet. Die Sackpfeife Tulum wird ebenfalls solistisch gespielt, gelegentlich auch von der Zylindertrommel Davul begleitet. Hinzu kommt die auf dem Balkan und in der Türkei weit verbreitete, hölzerne Längsflöte Kaval. Typischerweise wird die Melodie auf der Kemençe in parallelen Quarten gespielt, indem zwei Saiten gleichzeitig gegriffen werden. In der Tanzmusik sind schnelle asymmetrische Rhythmen häufig (3 + 2 oder 3 + 4 Takteinheiten).
Besondere Bedeutung gewann die Enosi Pontion Pierias, ein 1928 gegründeter Verein zur Pflege der Kultur und Folklore der Pontosgriechen innerhalb Griechenlands.
Viele Pontosgriechen versuchen auch in Griechenland oder in anderen Ländern, in die sie ausgewandert waren, ihre kulturelle Identität zu wahren. So existieren diverse Kulturvereine von Pontosgriechen oder auch andere Vereine, wie etwa der Fußballverein Apollon Kalamarias, der von Pontosgriechen zur Wahrung ihrer Identität 1926 gegründet wurde.

### Familiennamen

#### Christen
Die christlichen Pontosgriechen sind meist an ihren Familiennamen erkennbar. Diese weisen oft die Endung -idis bzw. -iadis (männliche Form) oder -idou bzw. -iadou (weibliche Form) auf, wie Dimitriadis bzw. Dimitriadou, Stefanidis bzw. Stefanidou oder Michailidis bzw. Michailidou (dt. etwa „Nachkomme des Dimitris, Stefanos, Michail“).
Es handelt sich hierbei um patronymische Bildungen, die bereits im Altertum nachweisbar sind. Die Endungen -ides und -iades wurden an den Namen des Vaters gehängt, was ausdrücken sollte, wessen Sohn man ist. So wurde beispielsweise Achilles, Sohn des Peleus, auch Pelides bzw. der Pelide genannt. Durch den Itazismus hat sich lediglich die Aussprache des Eta (Η, η) in der männlichen Form (von -ides zu -idis) verändert. Aber noch in jüngerer Zeit wurde von einigen Namensträgern die Transkription entsprechend der erasmischen Aussprache des Altgriechischen gewählt, was gelegentlich für Verwirrung sorgt. Während bis in die Zeit nach dem Zweiten Weltkrieg der Name Μιχαηλίδης durchaus auch als Michaelides ins Deutsche übertragen werden konnte, ist heute die Form Michailidis üblich. Im Griechischen hat sich die Schreibweise (-ίδης, -ιάδης) seit der Antike nicht verändert.

#### Muslime
Die in der Türkei verbliebenen muslimischen Pontosgriechen nahmen dem Familiennamensgesetz vom 21. Juni 1934 entsprechend türkische Familiennamen an. Diese werden von griechischer Seite τουρκόφωνοι (turkofoni, „Türkischsprechende“) genannt.

## Bekannte Pontusgriechen
- Georges I. Gurdjieff, griechisch-armenischer Schriftsteller, Choreograph und Komponist
- Ivan Savvidis, griechisch-russischer Unternehmer
- Mike Zambidis, griechischer K-1-Kämpfer
- Vassilis Triandafyllidis, griechischer Komiker
- Ioannis Amanatidis, griechischer Fußballspieler
- Michalis Chrysochoidis, griechischer Politiker
- Melina Aslanidou, griechische Sängerin

## Filme
- Apo tin akri tis polis / From the Edge of the City („Am Rande der Stadt“), Spielfilm. Regie: Constantinos Giannaris, 1998. Aus Kasachstan eingewanderte junge Pontosgriechen suchen im armen Athener Stadtteil Menidi mit Prostitution und Kleinkriminalität Fuß zu fassen.
- Waiting for the Clouds. (2004) Filmdrama der türkischen Regisseurin Yeşim Ustaoğlu über die Vertreibung der pontischen Griechen.